# Pleurostelma cernuum
Pleurostelma cernuum är en oleanderväxtart som först beskrevs av Joseph Decaisne, och fick sitt nu gällande namn av Arthur Allman Bullock. Pleurostelma cernuum ingår i släktet Pleurostelma och familjen oleanderväxter. Inga underarter finns listade i Catalogue of Life.